# Eva Miriam Hart
Eva Miriam Hart MBE (31. januar 1905 i London – 14. februar 1996), tidligere engelsk magistrat, var en af de sidste overlevende fra RMS Titanics forlis, der fandt sted 15. april 1912.